# Pieter Mbemba
Pierre Emanuel Mbemba, detto Pieter (Kinshasa, 23 luglio 1988), è un ex calciatore congolese (Repubblica Democratica del Congo) naturalizzato belga, di ruolo difensore.

## Carriera
Nel 2007 il Malines spende 100.000 euro per acquistarne il cartellino dal KVSK. Successivamente gioca tra Paesi Bassi (Eerste Divisie), Turchia (prima e seconda divisione), Bulgaria, Israele, Cipro e Ungheria. Tra luglio e settembre 2014 resta svincolato, prima di accordarsi con i portoghesi dell'Atlético CP. Dopo essere tornato a giocare a Cipro, nel gennaio 2018 resta nuovamente senza club.